# Вилар-де-Перегринуш
Вилар-де-Перегринуш (порт. Vilar de Peregrinos)  —  населённый пункт и район в Португалии,  входит в округ Браганса. Является составной частью муниципалитета  Виньяйш. По старому административному делению входил в провинцию Траз-уж-Монтиш и Алту-Дору. Входит в экономико-статистический  субрегион Алту-Траз-уш-Монтеш, который входит в Северный регион. Население составляет 164 человека на 2001 год. Занимает площадь 12,54 км².